# Olívaolaj
Az olívaolaj az olajfa (Olea europaea) csonthéjas terméséből, az olajbogyóból mechanikai úton (préseléssel) előállított zöldessárga, jellemző illatú, kellemes, édeskés ízű, szobahőmérsékleten folyékony növényi zsiradék. A mediterrán konyha egyik alapvető hozzávalója. Napjainkban Görögországban, Olaszországban és Spanyolországban készítik a legtöbb olívaolajat. Nem keverendő össze a préselés után visszamaradó olívapogácsából (törköly) oldószeres kivonással készülő olajjal (olívapogácsa-olaj vagy Sansa-olaj), amely az olívaolaj olcsóbb és gyengébb élvezeti értékű helyettesítő terméke.

## Története
Homérosz az olívaolajat „folyékony aranynak” nevezte. Az ókori Görögországban az atléták rituálisan dörzsölték be vele testüket. Az olívaolaj a Földközi-tenger népeinek több volt, mint puszta élelmiszer: kifogyhatatlan forrása a varázslatoknak és csodáknak, a hatalmas vagyonnak és erőnek. Amellett, hogy élelmiszerként fogyasztották, az olívaolajat vallási rítusoknál, gyógyszerek alapanyagént, lámpába olajként, szappan készítésére és a bőr ápolására is használták. Az olajág régóta a béke szimbóluma is. A Biblia özönvízről szóló részében egy olajágat tartó galamb jelenti a megmenekülést.
Az olajfa a Földközi-tenger környékén őshonos; a vad olajbogyókat már az újkőkorszaki ember is gyűjtötte, i. e. 8000 körül. A vad olajfa őshazája Anatólia. Nem tisztázott, hol kezdték el termeszteni, Anatóliában i.e. 6000 körül, vagy a levantei partok mentén egészen a Sínai-félszigetig tartó területen i.e. 4000 körül, vagy valahol Mezopotámiában, a Termékeny félhold területén i.e. 3000 körül.
A széles körben elterjedt nézet szerint elsőként a görög Kréta szigetén termesztették. A legkorábbról fennmaradt olívaolaj amfora i.e. 3500-ból származik, bár az olajfa termesztését i.e. 4000 körülre teszik. Más nézetek szerint elsőként a kánaániták sajtoltak olajat i.e 4500 körül, a mai Izrael területén.

## Minőségi besorolás
A Nemzetközi Olívaolaj-tanács (angolul: International Olive Oil Council) az olívaolajtermelők mintegy 95%-ának szabályozó testülete, és a maradék 5%-ra is jelentős hatással van. A Tanács szabályozza az olívaolajtermékek megnevezésében használatos kifejezések jelentését. A minőségi besorolás függ (1) az olaj kinyerésének és (2) feldolgozásának módjától, (3) bizonyos analitikai mérőszámoktól, mint a szabadsav-tartalom, peroxidszám, UV-fényabszorpció stb, és (4) az érzékszervi (organoleptikus) tulajdonságoktól mint pl. szín, illat, íz, ízhibák (ezeket kóstolók pontozzák, és a kóstolók által adott pontszámok mediánjára vonatkoznak a megkötések).

### Olívaolajak
A kifejezés a kizárólag az olajbogyóból (az olajfa [Olea europaea L.] termése) nyert olajakra használható, kivéve az oldószeres kivonással vagy újraészteresítéssel nyert olajakat. Nem nevezhetők olívaolajnak a más olajokkal alkotott keverékek.
- Szűz olívaolajak: a megnevezés azt jelenti, hogy az olajat az olajfa terméséből nyerik tisztán mechanikus úton (préseléssel vagy centrifugálással) meghatározott körülmények között (különös tekintettel a hőmérsékletre), így biztosítva, hogy nem változik meg az olaj összetétele. Szűz olívaolajaknál a préselésen kívül csak a mosás, dekantálás, centrifugálás és szűrés műveletei hajthatók végre.

- Közvetlen fogyasztásra alkalmas szűz olívaolajak: a következő minőségi kategóriákat tartalmazza:

- Extra szűz olívaolaj: közvetlen fogyasztásra alkalmas szűz olívaolaj, amelynek olajsavban kifejezett szabadsav-tartalma nem haladja meg a 0,8 tömegszázalékot és az előírt érzékszervi követelményeknek is megfelel (kóstolás során a kóstolók ízhibára adott pontjainak mediánja 0, továbbá gyümölcsös karaktert azonosítottak). Az extra szűz olívaolaj az olívabogyóból nyerhető legjobb minőségű olaj, de a termelőtől és gyártótól függően igen nagy változatosságot mutatnak. Az extra-szűz olívaolaj aromaanyagai révén leginkább közvetlen fogyasztásra alkalmas (például salátákhoz, majonézbe stb.), sütéshez a jellegtelen ízű és hőre bomló anyagoktól mentes finomított olívaolaj alkalmasabb.

A préselési folyamat során az olívacefre hőmérséklete nem haladhatja meg a 27°C-t. Az extra szűz olívaolaj készítésének egyik alapkritériuma, hogy a fáról való leválasztást követő 24 órán belül meg kell kezdeni a bogyók sajtolását, ellenkező esetben a gyorsan meginduló erjedés lerontja az olaj minőségét, többek között a savtartalmat is negatívan befolyásolja.
- Szűz olívaolaj: közvetlen fogyasztásra alkalmas szűz olívaolaj, amelynek olajsavban kifejezett szabadsav-tartalma nem haladja meg a 2 tömegszázalékot és az előírt érzékszervi követelményeknek is megfelel (kóstolás során a kóstolók ízhibára adott pontjainak mediánja 0 és 3,5 közötti, továbbá gyümölcsös karaktert azonosítottak).
- Közönséges szűz olívaolaj: közvetlen fogyasztásra alkalmas szűz olívaolaj, amelynek olajsavban kifejezett szabadsav-tartalma nem haladja meg a 3,3 tömegszázalékot és az előírt érzékszervi követelményeknek is megfelel (kóstolás során a kóstolók ízhibára adott pontjainak mediánja 3,5 és 6 közötti, gyümölcsös karakter azonosítása nem követelmény).

- Közvetlen fogyasztásra nem alkalmas szűz olívaolaj vagy Lampade (lámpaolaj): az olajsavban kifejezett szabadsav-tartalma meghaladja a 3,3 tömegszázalékot és az előírt érzékszervi követelményeknek nem felel meg (kóstolás során a kóstolók ízhibára adott pontjainak mediánja 6 feletti).

- Finomított olívaolaj: szűz olívaolajakból (mindenekelőtt közvetlen fogyasztásra nem alkalmas szűz olívaolajból) finomítással (raffinálás) oly módon nyert olívaolaj, hogy a finomítási eljárás a triglicerid-szerkezetet nem változtatja meg. Az olajsavban kifejezett szabadsav-tartalma nem haladja meg a 0,3 tömegszázalékot és bizonyos érzékszervi követelményeknek is megfelel (kóstolás során a kóstolók az ízt és illatot elfogadhatónak tartották). A mediterrán országokban előállított szűz olívaolaj mintegy 50%-a nem alkalmas közvetlen fogyasztásra, mivel túl magas a savtartalma, vagy az érzékszervi tulajdonságai teszik alkalmatlanná (ízhiba, például avas vagy keserű íz). Az ilyen olajokat finomítják. A finomítás során egyrészt aktív szénnel vagy más nagy fajlagos felületű anyagon adszorbeálják az ízhibát okozó anyagokat, ami egyúttal a szín- és kellemes ízanyagokat is eltávolítja. Vákuumdesztillálással az illékonyabb szabad zsírsavakat tudják eltávolítani, így csökken a nemkívánatos szabadsav-tartalom. A vákuumdesztillálás során szintén eltávozik az ízhibát okozó anyagok és aromaanyagok egy része (dezodoráció: szagtalanítás), de az értékes beltartalmi anyagok jó része (pl. tokoferol) megmarad. Az oldószeres finomítás ebben a minőségi kategóriában nem szabályos a Nemzetközi Olívaolajtanács szerint. A finomított olívaolaj íztelen, szagtalan, halvány színű és gyakorlatilag szabadsav-mentes, az olaj összetétele egyébként ugyanaz, mint a szűz és extra-szűz olajak esetében. A finomított olívaolajat ritkán hozzák közvetlenül élelmezési célra forgalomba, hanem többnyire szűz vagy extra szűz olívaolajat adnak hozzá (ezek aránya ritkán haladja meg a 25%-ot), így az érzékszervi tulajdonságai közelebb kerülnek ezekhez az olajokéihoz, így magasabb áron értékesíthető. A finomított olívaolaj leginkább sütésre alkalmas, ugyanis az aromaanyagok jelenléte sütéskor nemkívánatos, mivel egyrészt azok íze átkerül a sütött ételbe, másrészt hő hatására lebomolva kellemetlen ízt okoznak, ami az olaj gyakori cseréjét teszi szükségessé.
- Olívaolaj: finomított olívaolaj és közvetlen fogyasztásra alkalmas szűz olívaolajak keveréke. Az olajsavban kifejezett szabadsav-tartalma nem haladja meg az 1 tömegszázalékot és bizonyos érzékszervi követelményeknek is megfelel (kóstolás során a kóstolók az ízt és illatot jónak tartották). A hozzáadott szűz olívaolaj mennyisége ritkán haladja meg a 25%-ot, rendszerint 1% körüli, és annak érdekében adják a finomított olívaolajhoz, hogy azt „olívaolaj” néven lehessen forgalomba hozni (nem pedig a gyengébb minőségre utaló „finomított olívaolaj” néven).

### Olívapogácsa-olajak vagy Sansa-olajak (olive-pomace oils)
Az olívabogyópasztából préselés után visszamaradt száraz anyag az olajpogácsa vagy törköly. Főleg a bogyók héjából, rostos húsából és magvából áll, de tartalmazza még az eredeti olajtartalom mintegy 5–8%-át is. Gazdaságossági szempontok miatt a termelők ezt a maradék olajtartalmat is ki szokták vonni, a kivonás oldószerrel lehetséges: legelterjedtebb a hexános kioldás. Nem sorolhatók ide az újraészteresítéssel nyert olajak és a más olajokkal alkotott keverékek. Habár az olívapogácsa-olaj technikailag szintén olívaolaj, azt az oldószeres kivonás miatt a Nemzetközi Olívatanács rendelkezései értelmében „olívaolaj” néven nem lehet forgalomba hozni. A szerves kivonószerek felhasználása miatt előfordul, hogy kivonó szermaradványok, illetve a kivonószer szennyezői (például rákkeltő poliaromás szénhidrogének) maradnak a forgalomba kerülő olívapogácsa-olajban.
- Nyers olívapogácsa-olaj (crude olive-pomace oil): az olívapogácsából oldószeres kivonással nyert olaj, amelyet közvetlenül csak műszaki célokra, finomítás után emberi fogyasztásra is lehet használni.
- Finomított olívapogácsa-olaj (refined olive-pomace oil): a nyers olívapogácsa-olajból finomítással oly módon nyert olívaolaj, hogy a finomítási eljárás a triglicerid-szerkezetet nem változtatja meg. Az olajsavban kifejezett szabadsav-tartalma nem haladja meg a 0,3 tömegszázalékot és bizonyos érzékszervi követelményeknek is megfelel (kóstolás során a kóstolók az ízt és illatot elfogadhatónak tartották). A finomított olívapogácsa-olaj a főleg sütésre használt finomított olívaolaj olcsóbb helyettesítő terméke.
- Olívapogácsa-olaj (olive-pomace oil): finomított olívapogácsa-olaj és közvetlen fogyasztásra alkalmas szűz olívaolajak keveréke. Az olajsavban kifejezett szabadsav-tartalma nem haladja meg az 1 tömegszázalékot és bizonyos érzékszervi követelményeknek is megfelel (kóstolás során a kóstolók az ízt és illatot jónak tartották). Ezt a fajta olajat – szűz olívaolaj tartalma ellenére – tilos „olívaolaj” néven forgalomba hozni. A hozzáadott szűz olívaolaj mennyisége rendszerint 1% körüli, és annak érdekében adják a finomított olívapogácsa-olajhoz, hogy azt „olívapogácsa-olaj” néven lehessen forgalomba hozni (nem pedig a gyengébb minőségre utaló „finomított olívapogácsa-olaj” néven).

## Hatása
Az olívaolaj a szervezet számára esszenciális telítetlen zsírsavakat tartalmaz: linolsavat, linolénsavat és arachidonsavat (korábban F-vitaminnak is nevezték ezeket a zsírsavakat).
Az olívaolaj természetes antioxidánsai az E- és a K-vitamin. Másodlagos növényi anyagai a polifenolok és a tokoferolok. Erősíti az izomsejteket és jó hatású reumás ízületi gyulladás esetén is.
Könnyen emészthető, mert gyorsan felbomlik (szétoszlik, emulgeál) az emésztőrendszerben. Erős epehajtó hatása van, rendszeres fogyasztása megakadályozza az epekövek kialakulását. Kis mennyiségben zsírszegény étrendekben is jól hasznosítható (máj-, epe-, hasnyálmirigy-betegségek stb.). Gyomorsavcsökkentő hatású.
Epidemiológiai kutatások bizonyították, hogy a telítetlen zsírsavak nagyobb arányú fogyasztása – amiben az olívaolaj gazdag – csökkenti a szív- és érrendszeri betegségek kockázatát.
Nagy mennyiségű klinikai adat támasztja alá, hogy az olívaolaj fogyasztása védi az érrendszert a meszesedéstől. Csökkenti a koleszterinszintet, megakadályozza a koleszterin lerakódását az erek falán. Emellett gyulladáscsökkentő, antitrombotikus, vérnyomáscsökkentő és értágító hatással rendelkezik mind emberekben, mind állatokban.
Az Egyesült Államokban, az olívaolajgyártók az alábbi, korlátozott egészségügyi hatásra vonatkozó állítást helyezhetik el termékeik címkéjén:
„Korlátozott és nem meggyőző tudományos bizonyíték azt sugallja, hogy az egyszeresen telítetlen zsírsav-tartalomnak köszönhetően napi kb. 2 evőkanál (23 g) olívaolaj elfogyasztása csökkentheti a szívkoszorúér-betegségek kockázatát. E lehetséges előny elérése érdekében a napi bevett kalóriákat nem növelni kell, hanem a fent leírt mennyiséggel kell csökkenteni a bevitt telített zsírsavakat, és helyettük olívaolajat kell fogyasztani.”
Ezt a döntést az FDA (USA Élelmiszer- és gyógyszer-felügyelete) a termelők által benyújtott kérelemre válaszul fogadta el, és 2004. november 1-én hozta nyilvánosságra. Hasonló címke helyezhető el még azokon az élelmiszereken is, amelyek sok omega-3 zsírsavat tartalmaznak, például, repceolaj, dió és kendermag.

## A görög olívaolaj

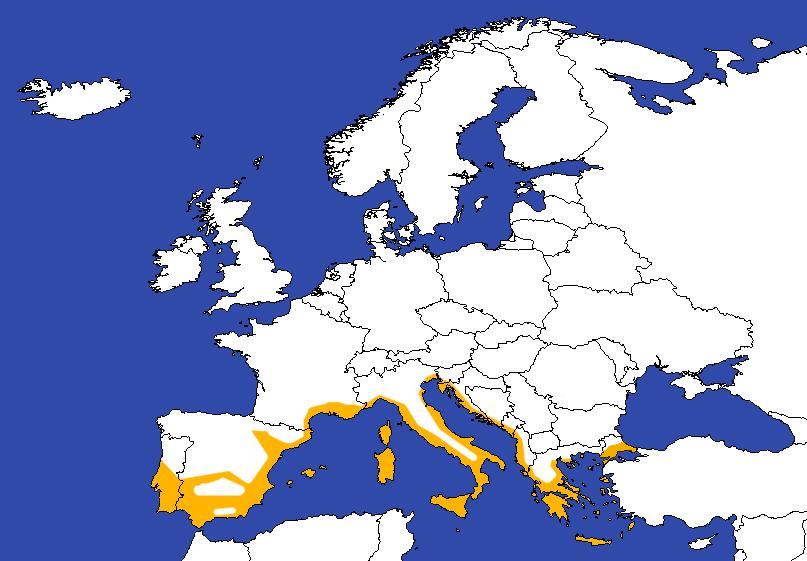
Olívatermesztés Európában

Az olívaolaj őshazája Görögország, ahogy Homérosz is megírta, ahol bőséges a napsütés, enyhe az időjárás és kitűnő a táptalaj olíva termesztésre. Görögországban a legmagasabb az egy főre eső olívaolaj fogyasztás a világon, melynek értéke 24 liter/fő/év. A több évezredes tapasztalat lehet a magyarázata annak, hogy a görög olívaolaj 80 százalékban „extra szűz” minősítést kap.
Főbb olívabogyóból készült élelmiszerek:
- olívaolaj
- olajfa (növényfaj)
- olívapaszta.

Az egyik legfontosabb termesztési terület Lakónia tartomány, Spárta és Kalamata városok környéke, innen származnak az koroneiki, athinolia és koutsourolia fajták is.

### A fajták jellemzői
Koroneiki:
Illata: frissen vágott fű
Íze: pikáns
Olaj sűrűsége: finom szerkezetű
Megmaradó íz: tartós
Szín: élénk zöld
Polyphenol tartalom: 400 mgr/kg-ig
Athinolia
Illata: komplex illatanyagok
Ízlelés: nagyon pikáns
Olaj sűrűsége: teljes textúra
Megmaradó íz: igen tartós
Szín: zöld arany
Polyphenol tartalom: 700 mgr/kg-ig
Koutsourolia
Illata: finom gyümölcsös
Ízlelés: enyhén pikáns
Olaj sűrűség: teljes textúra
Megmaradó íz: tartós
Szín: arany – zöld
Polyphenol tartalma: 400 mgr/kg-ig
Lakóniából származik a luxuscikknek számító Kalamata olívabogyó is, amely Kalamata városáról kapta nevét.

## A spanyol, andalúziai olívaolaj
Az első olajfaligeteket a rómaiak hozták át Itáliából Andalúziába. A Guadalquivir folyó felső folyásánál vannak a tartomány legnagyobb ültetvényei. Jaén tartománynak például 80%-át borítják olajfaültetvények; csak ez majdnem 13 ezer km². Az olajfákat minden év november-december körül szüretelik.

### Bogyófajták

#### Picual
A legelterjedtebb bogyófajta a régióban (Andalúzia fáinak 97%-a, a Spanyolországiak fele, a világ fáinak mintegy ötöde picual). Neve a „pico” (csúcs, csücsök) szóból ered, ami a közepes méretű, hosszúkás, csúcsos végű bogyóra utal. A fája ellenálló, még a havat is tűri, viszonylag fiatalon is már jó terméshozamot ad, a bogyók olajtartalma 21-25% (közepes/magas).
Olaja jellemzően markáns, kesernyés, csípősebb ízű, savösszetételének köszönhetően stabil: sokáig friss marad és főzéshez is alkalmas.

#### Arbequina
Főként Katalóniában elterjedt fajta. Bogyója kisebb, olajtartalma viszont magas, 20% körüli. Csemegebogyónak is használják. Korán (általában december végén – január elején) érik.
Olaja jellemzően lágyabb, kevésbé savas, emiatt a csupán arbequinból készült olajok rövidebb ideig eltarthatóak.

#### Hojiblanca
Ezt a bogyót (nevének kiejtése „ohiblanka”) főként Dél-Spanyolországban termesztik.
Olaja általában sárgás színű, lágy, kicsit kesernyés utóízzel.

#### Cornicabra
Főként Spenyolország középső részén, La Mancha tartományban termesztett fajta.
Olaja közepesen kesernyés és közepesen csípős, eltarthatósága igen jó.

## Fordítás
- Ez a szócikk részben vagy egészben  az   Olive oil című angol Wikipédia-szócikk fordításán alapul.  Az eredeti cikk szerkesztőit annak laptörténete sorolja fel. Ez a jelzés csupán a megfogalmazás eredetét és a szerzői jogokat jelzi, nem szolgál a cikkben szereplő információk forrásmegjelöléseként.